# Бурч, Михаил Васильевич
Михаил Васильевич Бурч (укр. Михайло Васильович Бурч; род. 15 апреля 1960, Кокчетав) — советский и украинский футболист. Футболом начал заниматься в Нововолынской ДЮСШ (первый тренер — заслуженный тренер Украины Владимир Байсарович)

## Биография
Вратарь-бомбардир, забивал голы в основное время с пенальти.
Играл за юношеские сборные Украины, обладатель Кубка «Юность» 1976 года. Чемпион УССР для команд второй лиги 1989 г.
С 1977 играл за «Торпедо»/«Волынь» (Луцк) (1977—1979, 1981—1982, 1984—1990 (вторая лига — около 400 игр, забил 12 голов с пенальти), 1992—1993, 1996 (высшая лига), 1997, 1998, 1999 (первая лига)).
В 1980 провел 7 игр за «Спартак» (Ивано-Франковск) в первой лиге.
В 1990 отправился в Польшу, играл за «Сточнёвец» (Плоцк) (1990—1991). Затем возвращался в Луцк, откуда в скором времени уехал в Польшу.
Сезон 1993/94 начал в клубе «Гутник» (Варшава). Проведя 5 игр, покинул клуб. Вторую половину сезона провел в словацкой команде «Хемлон» (Гуменне). По окончании сезона вернулся на родину.
В 1994—1995 (высшая лига) и в 2000 (вторая лига) играл за «Верес» (Ровно).
В 2001 провел 27 игр за «Сокол» (Золочёв) во второй лиге. В 2001 играл за «ЛУКОР» Калуш (2001, вторая лига).
В чемпионатах и первенствах Украины: высшая лига — 45 игр, 5 голов с пенальти; первая лига — 22 игры, 1 гол с пенальти, вторая лига — 50 игр, 7 голов с пенальти.
Первый гол в чемпионате Украины забил 18 марта 1992 года на 55-й минуте домашнего матча с «Днепром» — с одиннадцатиметрового переиграл Валерия Городова (гол оказался единственным в матче). Менее чем через две недели Бурч таким же образом принес «Волыни» победу над тернопольской «Нивой», а в апреле в Харькове и Луцке реализовал два 11-метровых в ворота «Металлиста». По итогам чемпионата с четырьмя голами вратарь разделил первенство среди бомбардиров своей команды вместе с полузащитником Дмитрием Топчиевым.
В сезоне 1992/93 Бурч с 11-метрового снова забил «Кривбассу».
Играя затем в низших лигах Украины, забил ещё 8 голов — в составе «Волыни» и «Сокола».
В Кубке СССР — 4 игры. В Кубке Украины — 8 игр.
По окончании карьеры работал тренером вратарей в ФК «Волынь» Луцк.